# IC 1267
IC 1267 ist eine Balken-Spiralgalaxie vom Hubble-Typ SBc im Sternbild Drache am Nordsternhimmel. Sie ist schätzungsweise 425 Millionen Lichtjahre von der Milchstraße entfernt.
Das Objekt wurde am 19. Juli 1887 von Lewis Swift entdeckt.